# バックナング

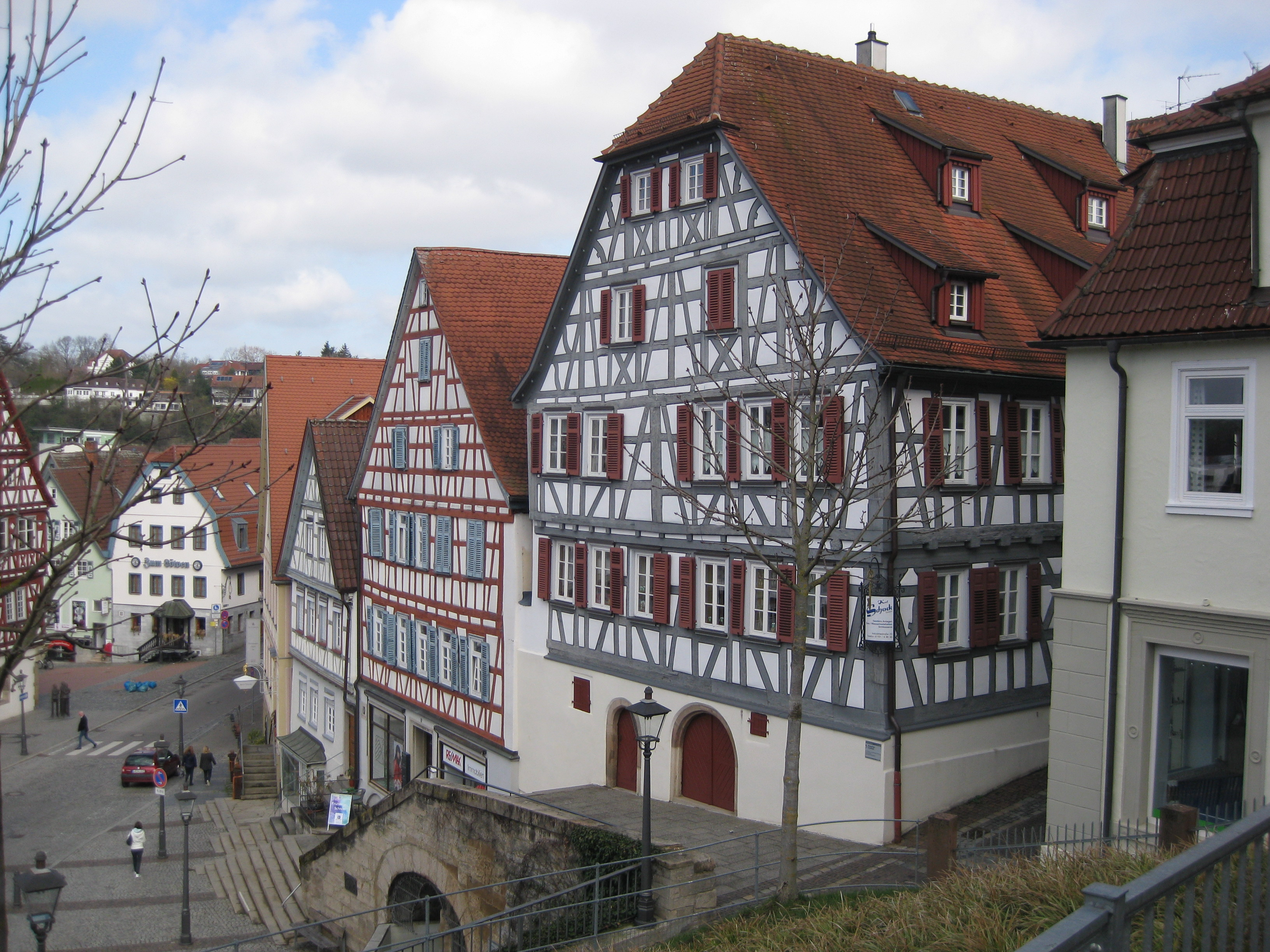
木組み建築が立ち並ぶバックナング旧市街

バックナング (ドイツ語: Backnang, ドイツ語発音: [ˈbaknaŋ]) はドイツ連邦共和国バーデン＝ヴュルテンベルク州レムス＝ムル郡に属す市である。本市は、シュトゥットガルト地方（1992年まではネッカー中流域）およびシュトゥットガルト大都市圏に属す。本市はレムス＝ムル郡で4番目に大きな街であり、周辺町村の中級中心をなす。1973年に郡の再編によって廃止されるまで同名の郡の郡庁所在地であった。
バックナングの人口は1953年に2万人を超え、バーデン＝ヴュルテンベルク州自治体法により1956年4月1日に大規模郡都市となった。バックナング市は、アルマースバッハ・イム・タール、アルトヒュッテ、アスパハ、アウエンヴァルト、ブルクシュテッテン、キルヒベルク・アン・デア・ムル、オッペンヴァイラー、ヴァイサハ・イム・タールとともに行政共同体を形成している。

## 地理

### 位置
バックナングは自然地理区分上シュヴェービッシュ＝フレンキシャー・ヴァルトベルゲおよびネッカー盆地の一部である。この街はネッカー盆地の東端にあたるバックナンガー盆地に位置し、ムル川が流れている。この川は北東から市域に入り、流れを南西に向け、何度も蛇行を繰り返しながら中核市区を流れ、南西部から市域を離れる。バックナング旧市街はムル川が蛇行した湾曲の南側に位置している。市域の東部でヴァイサハ川がムル川に注いでいる。

### 隣接する市町村
バックナングは、北東はオッペンヴァイラーおよびズルツバッハ・アン・デア・ムル、東はアウエンヴァルトおよびヴァイサハ・イム・タール、南東はアルマースバッハ・イム・タール、南はヴィネンデンおよびロイテンバッハ、南西はブルクシュテッテン、西はキルヒベルク・アン・デア・ムル、北西はアスパハ（以上、いずれもレムス＝ムル郡）と境を接している。

### 市の構成
バックナング市は、中核市区、1941年に合併した北東のシュタインバッハ、1970年代の地域再編に伴って合併した4つの旧町村、すなわち北のシュトリュンプフェルバッハ、南のハイニンゲン、マウバッハ、ヴァルトレムスからなる。合併した旧5町村はバーデン＝ヴュルテンベルク州自治体法が定める「オルトシャフト」を形成しており、それぞれ独自の地区議会を有している。
バックナング市はそれぞれ独自の名称を持つ21の居住区からなる。

### 地域計画
バックナングは、シュトゥットガルトを上級中心とするシュトゥットガルト地域内の中級中心となっている。
バックナングを中級中心とする地域には、ムルハルト市およびレムス＝ムル郡北部に位置する以下の町村が含まれる: アルマースバッハ・イム・タール、アルトヒュッテ、アスパハ、アウエンヴァルト、ブルクシュテッテン、グロースエアラハ、キルヒベルク・アン・デア・ムル、オッペンヴァイラー、シュピーゲルベルク、ズルツバッハ・アン・デア・ムル、ヴァイサハ・イム・タール。
バックナングはムルタール水連盟に加盟している。その使命は洪水の防止である。

### 土地利用
| 土地用途別面積 | 面積 (km2) | 占有率 |
| -------------- | ---------- | ------ |
| 住宅地         | 4.44       | 11.3 % |
| 産業用地       | 2.15       | 5.5 %  |
| レジャー用地   | 0.47       | 1.2 %  |
| 交通用地       | 3.58       | 9.1 %  |
| 農業用地       | 19.44      | 49.4 % |
| 森林           | 7.63       | 19.4 % |
| 水域           | 0.24       | 0.6 %  |
| その他の用地   | 1.43       | 3.6 %  |
| 合計           | 39.38      |        |

出典: Statistisches Landesamt Baden-Württemberg

## 歴史

### 古代史と最初の定住
バックナング市内で新石器時代およびハルシュタット時代の集落や墓地が発掘されている。ローマ時代には、155年にリーメスが前進して以降バックナング周辺地域はローマ帝国のオーバーゲルマニア属州に含まれた。バックナングの市域では、近在のムルハルトのコホルスのカストラに付随する建物や墓地が見つかっている。現在の定住はおそらく、ローマ人がライン川とドナウ川の間に後退した260年頃に住み着いたアレマン人の時代に遡る。最も早くに造られた定住地はおそらく現在のハイニンゲンで、ここからバックナング盆地全体が開発されていった。500年頃にバックナング盆地はフランク人の支配地となった。その領域では組織的な入植が確保されていた。600年以後に、現在のズルツバッハー橋付近に、古い街道の重要なムル川の徒渉地を護るために城砦が建設された。現在のバックナング地区はこの城に由来する。ここには890年頃に最初のロマネスク教会が建設された。

### 1067年の最初の記述と1116年の聖堂参事会修道院の形成
バックナングは、1067年に Baccananc として初めて記録されている。この名称は、現在もこの街の住民を「Baggana」と呼ぶことに表れている。当時バックナングはヘッソ家の所領となっていた。ヘッソ家は皇帝の側近であり、当時のドイツでは最高クラスの貴族であった。ヘッソ家の娘ユーディト・フォン・バックナングとバーデン辺境伯ヘルマン2世との結婚により、バックナングは1111年にバーデン辺境伯領となった。ヘルマンと伯妃はアウグスチノ聖堂参事会修道院を創設した。この聖堂参事会は教皇の認可を受け、特権を与えられた。ヘルマンの息子ヘルマン3世は施設を拡張、建設し、古い教会が修道院のものとされたため、村のために新しくミヒャエル教会を建設した。この修道院は5世代にわたるバーデン辺境伯の廟所となった。

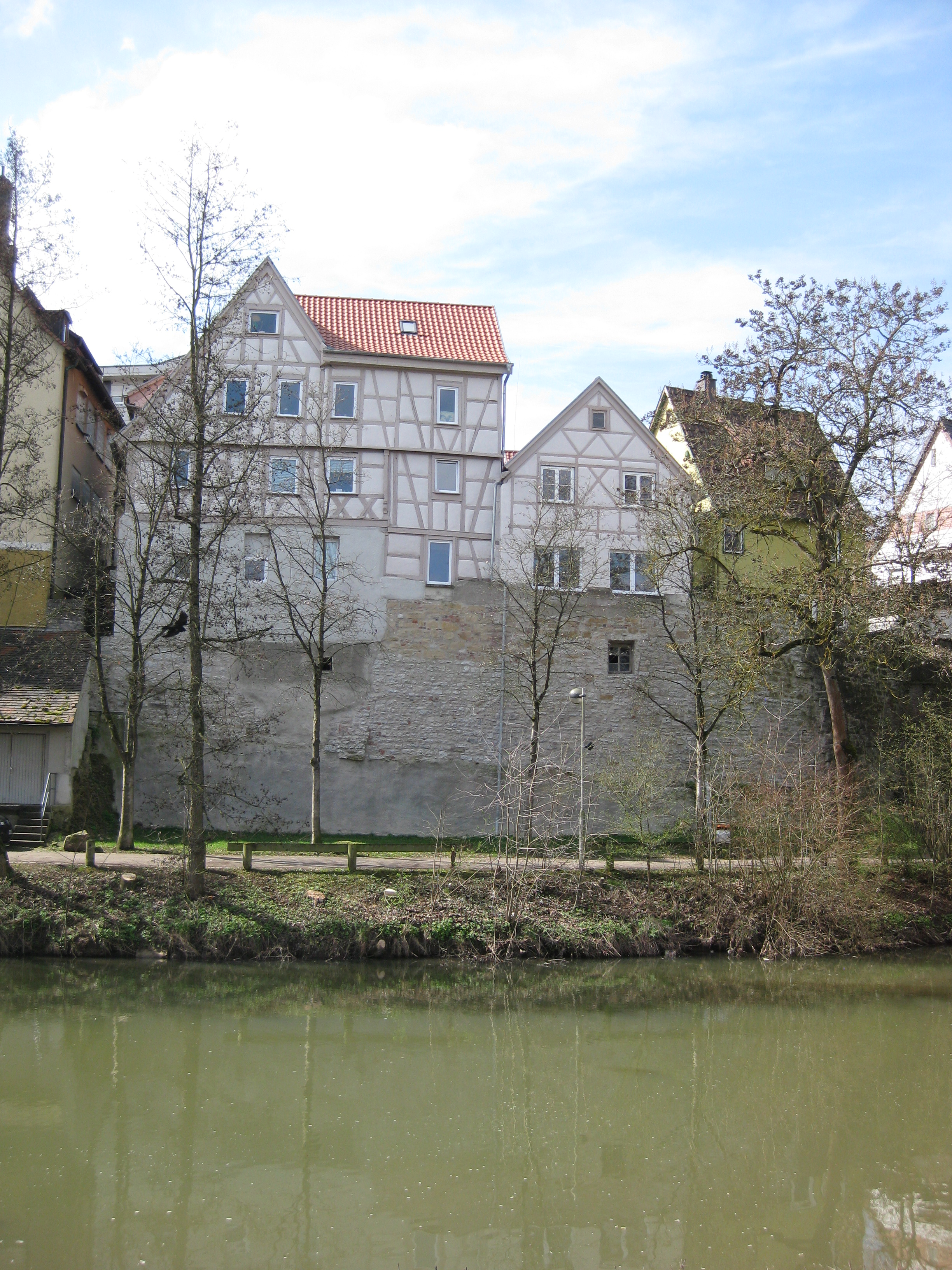
バックナングの市壁の遺構

### 13世紀の都市権
この集落はおそらく1220年頃にバーデン辺境伯によって「都市」に拡充された。1230年の断片化して遺されている文書は、当時すでに都市法が成立していたことを推定させる。この街は、1235年にドイツ王ハインリヒ7世とその父で皇帝のフリードリヒ2世との紛争の場となったとされている。この街はヴィネンデン城主ハインリヒ・フォン・ノイフェンによって破壊された。その後の復興時に市壁が建設された。バックナングの都市への昇格はこの市壁が建設された1237年と後に誤解され、バックナング市は1987年に750年祭を祝った。実際には、都市として記述された最初の確実な文書は1245年のものである。この文書から、聖パンクラティウス教会および聖ミヒャエル教会の他に、3つの水車、病院、「ベルク」と呼ばれる宮廷（おそらく現在の区裁判所付近）があったことが判る。

### 1300年頃、バックナングはヴュルテンベルク領に
1300年頃、バーデン辺境伯ルドルフ1世の娘イルメンガルトとヴュルテンベルク伯エーバーハルト貴顕伯との結婚に伴いバックナングは嫁資としてヴュルテンベルク領となった。1311年から1312年の、皇帝ハインリヒ7世とエーバーハルトとのライヒスクリーク（帝国戦争）でこの街は1312年8月28日に帝国領となったが、1316年にヴュルテンベルク領に戻された。バックナングは、14世紀においてもヴュルテンベルクのフォークト（代官）の所在地であった。
1477年、聖界修道院は世俗の修道院に改組された。本市は1500年からシュヴァーベン帝国クライスに属した。1525年に農民戦争がこの街を襲い、修道院が略奪された。その後バックナングは1635年の三十年戦争中をはじめ何度も大火災に苦しめられ、1693年にはフランス軍に包囲された。

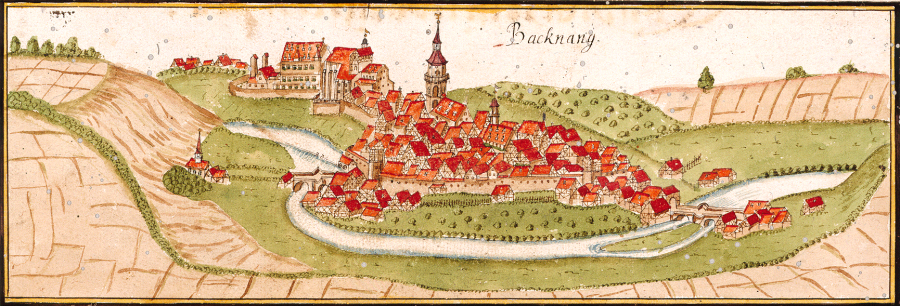
アンドレアス・キーザーの1685年の森林登録簿に描かれたバックナング

### ヴュルテンベルクの地方行政都市
バックナングでは、ヴュルテンベルクの代官区から1758年にオーバーアムト・バックナングが形成された。大同盟戦争の時代や1806年のヴュルテンベルク王国成立といった変革の時代、オーバーアムト・バックナングは1813年までかなり拡大した。
18世紀末から19世紀初め、凶作、兵士の宿営、飢餓が蔓延した。不自由の多かったナポレオン戦争が終結した後、ヴュルテンベルクは1816年の「夏のない年」にひどい打撃を受けた。こうした状況は、アメリカやロシアへ移住する多くの人の波をもたらした。

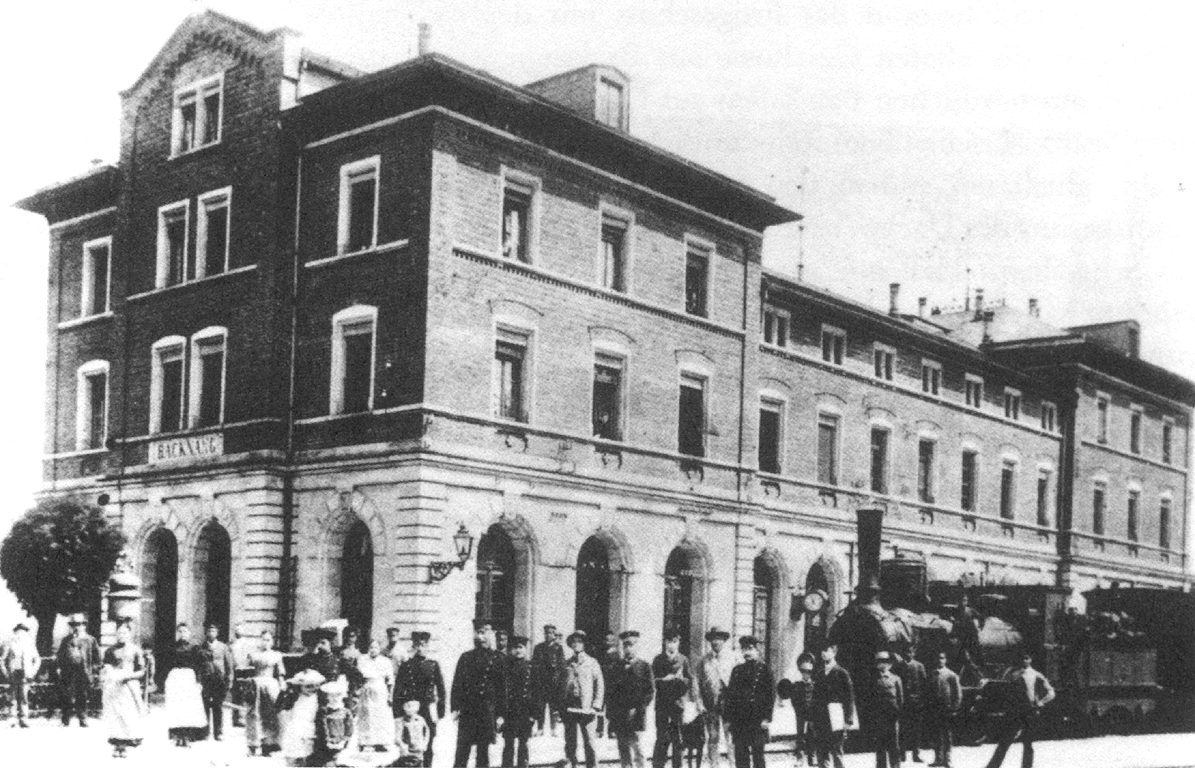
1900年頃のバックナング駅の初代駅舎

1820年頃、市壁と市門が取り壊され、街は中世の中心部を超えて拡張していった。同時に、1819年には様々な村落や農園を併合した。1800年頃のこの街の最も重要な手工業分野は皮なめしと織布であり、工業化によってさらに繁栄した。1861年からのアメリカ南北戦争に起因する綿花不足によって織布産業は危機に瀕し、衰退していった。このため皮なめしが住民の主要な収入源分野となった。1897年、この街には102人の皮なめしのマイスターがおり、遍歴職人が456人、徒弟が97人働いていた。この街で皮なめしが重要性を失ったのは第二次世界大戦以後であった。19世紀後期には、機械製造業者やその他の産業も進出してきた。1875年に工業学校が開校し、1876年のムル鉄道完成によりバックナングは王立ヴュルテンベルク邦有鉄道の鉄道網に接続した。

### 20世紀のバックナング
第一次世界大戦中、この街では334人の民間人が犠牲となった。1912年と1923年に大きな暴動が起こった。国家社会主義の時代、現在のメーリケシューレに1909年に完成した教員セミナーの建物がナポラとして利用された。1934年にオーバーアムト・バックナングからクライス・バックナング（バックナング郡）が形成され、1938年に周辺の領域が編入されラントクライス・バックナング（和訳は同じくバックナング郡）に改編された。
この街は第二次世界大戦中に何度も空襲を受け、数多くの死者や重傷者がでた。バックナングにおける戦争被害者は、死者447人、行方不明者309人に及んだ。
バックナングは、1956年に大規模郡都市となり、1970年代に隣接する4町村を併合して大きく拡張した。1973年1月1日にバックナング郡とヴァイブリンゲン郡が新たなレムス＝ムル郡に統合され、これに伴いバックナング市は郡庁所在地の機能を失った。
1971年、バックナングにドイツ初の自主的な青年センターが設立された。

### 市町村合併
以下の地区がバックナング市に合併した:
- 1936年: ザクセンヴァイラー（ウンターヴァイスザハ）
- 1941年: シュタインバッハ
- 1971年7月1日: マウバッハ[9]
- 1972年1月1日: ハイニンゲンとヴァルトレムス[9]
- 1972年3月20日: シュトリュンプフェルバッハ[9]

## 住民

### 人口推移
以下に示すグラフの値は、推定値、人口調査結果、各時点での統計担当部局の公的研究値に基づいている。

バックナング市の人口推移

### 宗教

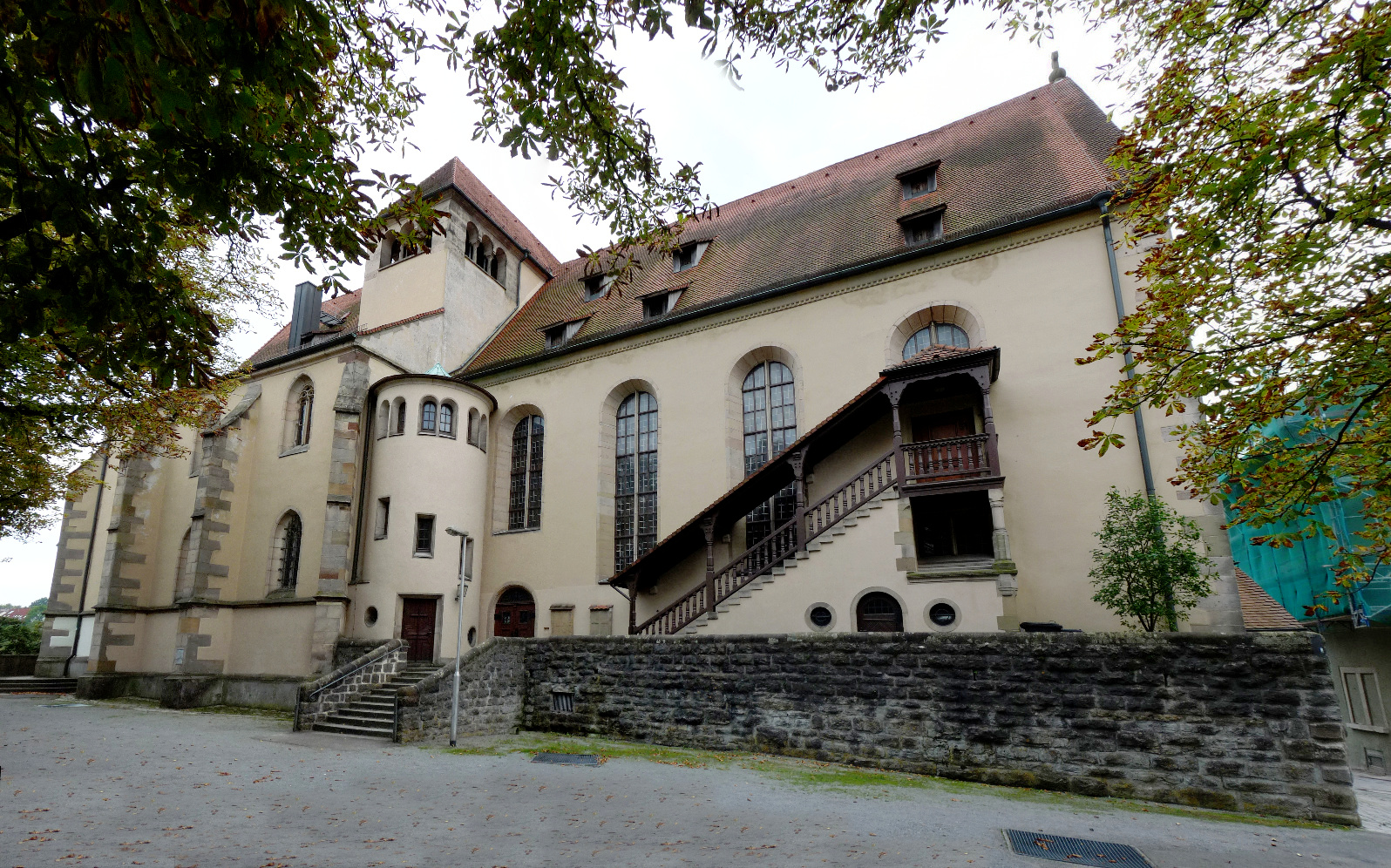
聖パンクラティウス教会

バックナングは元々、シュパイヤー司教区聖グイド助祭長区マールバッハ参事会に属していた。その後ヴュルテンベルク公領となり、他のヴュルテンベルク公領と同様に、1534年から宗教改革がなされた。その後数世紀にわたってバックナングは主にプロテスタントの街であった。はじめはマールバッハ教区監督管区に属したが、1695年にヴュルテンベルク福音主義州教会内の独自の監督管区が形成された。元々はバックナング修道院教会と市の門前にあった当時の墓地教会（現在のトーテンキルヒレ）だけが説教の場として使われた。移住者によってこの教会が拡大し、マテウス教会（1962年）とシェーンタールに説教場を持つマルクス教会が分離され、独自の教会堂を持つに至った。しかし両教会は引き続き福音主義バックナング総合教会に留まった。現在バックナングの市区となっている町村もヴュルテンベルク領となっており、従って主にプロテスタントであった。ハイニンゲン、マウバッハ、ヴァルトレムスの信者は元々バックナング修道院教会区に属していた。1961年にヴァルトレムスに独自の教会区が設けられ、独自の教会堂（ハイニンゲン復活教会）が建設された。この教会組織にはヴァルトレムスやハイニンゲンの他にマウバッハ（パウルス教会）も属した。ザクセンヴァイラーには1696年に独自の教会区（ペトルス教会）が設けられ、シュタインバッハ（シュテファヌス教会）がこれに属した。シュトリュンプフェルバッハの信者は現在も隣接するオッペンヴァイラーの教会組織に属している。これらの教会組織の他に、バックナングにはラント教会の組織がある。すなわち、古敬虔主義教会、Kirche unterwegs der Bahnauer Bruderschaft e. V.、リーベンツェラー教団、ミヒャエル・ハーンシェ教団がそれである。
さらに自由教会もいくつか存在する。たとえば、統一メソジスト教会（シオン教会）、Biblische Gemeinde、福音主義自由教会（バプテスト教会）、メノナイト教会、さまざまな Volksmission entschiedener Christen およびマウバッハのブルンスタード教会などである。
19世紀になるとバックナングに再びカトリック信者が増加した。当初エーバースベルクの教会が彼らを管轄した。バックナングには1894年に独自の司祭区が設けられ、同じ年に洗礼者ヨハネ教会が建設された。バックナング地域のカトリック信者は全員この教会区に属した。さらなるカトリック信者の増加に伴い、隣接する町村に独自の教区が設けられた。ゲルマンスヴァイラー、ハイニンゲン、マウバッハ、ザクセンヴァイラー、シェーンタール、シュティフツグルントホーフ、ヴァルトレムスは現在も洗礼者ヨハネ教会区に属している。1969年にバックナングで2つめのカトリック教会クリストケーニヒ教会が建設された。クリストケーニヒ教会は1969年に教区教会に昇格し、クリストゥス・ケーニヒ司祭区が設けられた。この司祭区にはシュタインバッハのカトリック信者も属している。両カトリック教会は1973年にカトリック総合教会バックナングを創設し、カトリック社会福祉施設とカトリック幼稚園の運営者となった。また、この両カトリック教会は、外国語を母語とする信者のための Sveti Ante Padovanski（クロアチア語）およびサグラダ・ファミリア教会（ポルトガル語）とともに、ロッテンブルク＝シュトゥットガルト司教区内のレムス＝ムル首席司祭区に属すカトリック司牧会バックナングを形成している。
新使徒派教会とエホバの証人もバックナングで活動している。
バックナングにはこれに加えてギリシア正教の教会とイスラム教 Ditib の教団がある。

## 行政

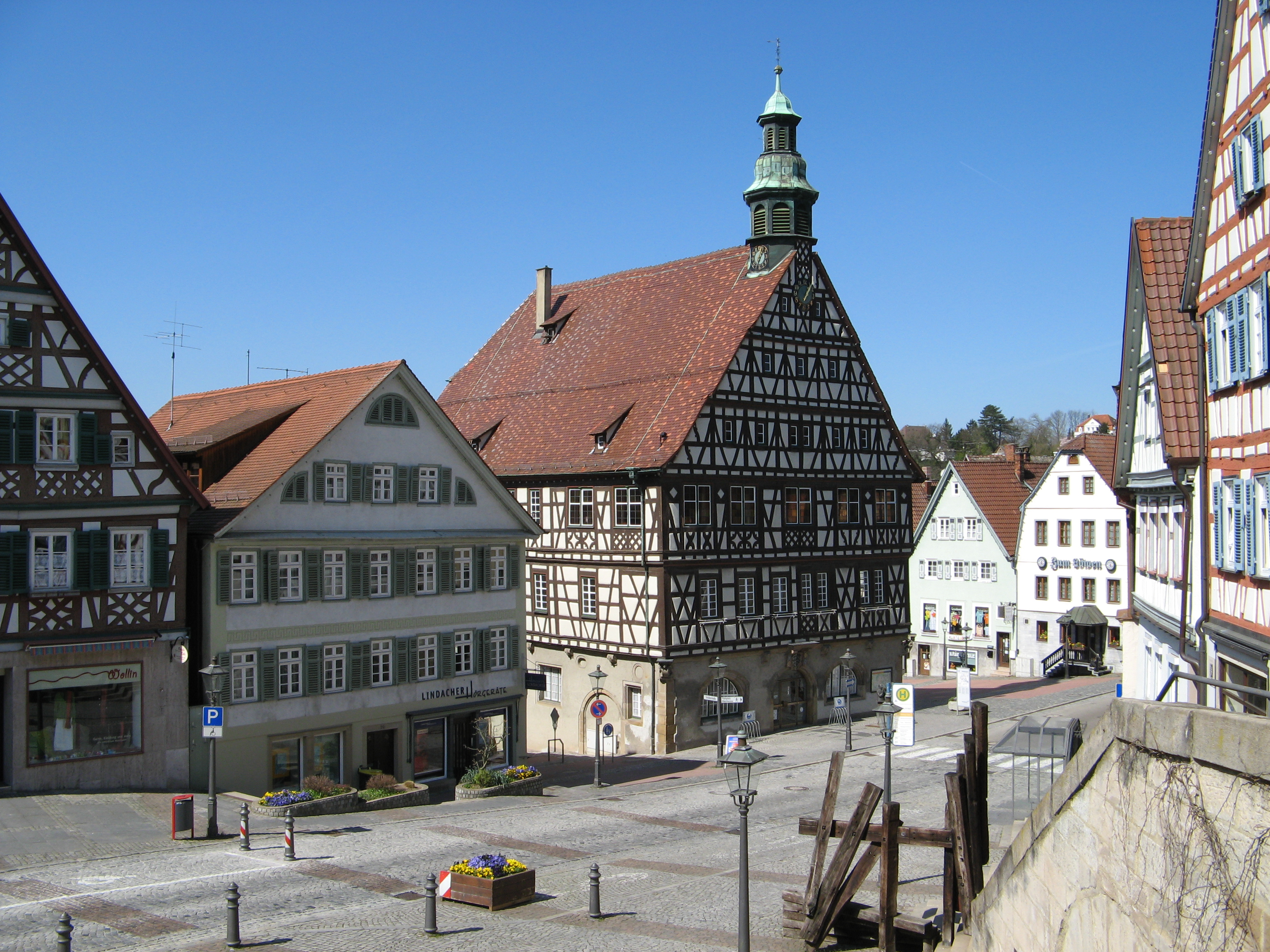
バックナング市庁舎

### 議会
バックナングの市議会は26人の議員からなる。議員は直接選挙で選出される。
上級市長は議長として市議会に参加する。

### 首長
市のトップである "Stadtschultheiß" は、1231年に初めてその存在が証明されている。行政の監督はフォークト（代官）の責務であった。1819年から "Stadtschultheiß" が市の首長を表すようになり、1930年から "Bürgermeister"（市長）、そして1956年4月1日の大規模郡都市への昇格に伴い "Oberbürgermeister" と変化した。上級市長は8年ごとの直接選挙で選出される。上級市長は、市議会の議長であり、市行政の指導者であり、対外向けの市の代表者でもある。首長の代行者は第1副市長であるが、"Bürgermeister" を公式な職名とする。
第二次世界大戦以後の首長:
- 1946年 - 1966年: ヴァルター・バウムゲルトナー
- 1966年 - 1986年: マルティン・ディートリヒ
- 1986年 - 1994年: ハネス・リークホフ
- 1994年 - 2002年: ユルゲン＝ハインリヒ・シュミット
- 2002年 - 2021年: フランク・ノッパー
- 2021年 - :マクシミリアン・フリードリヒ

ノッパーは、2010年と2018年にそれぞれ 85 % 以上の票を獲得して再選された。

### 紋章と旗
バックナング市の紋章は左右二分割。向かって左は銀地に3本の黒いシカの角が水平に配置されている。向かって右は黒地に金色の飾り具と十字をつけた青い帝国宝珠。
市の旗は青 - 黄色である。この紋章は1903年7月10日に確定された。

### 姉妹都市
バックナングは以下の都市と姉妹都市協定を締結している:
- アノネー（フランス語版、英語版）（フランス、アルデシュ県）1956年
- バーチャルマーシュ（ハンガリー語版、英語版）（ハンガリー、バーチ・キシュクン県）1988年
- チェルムスフォード（イギリス、エセックス）1990年

## 経済と社会資本

### 経済

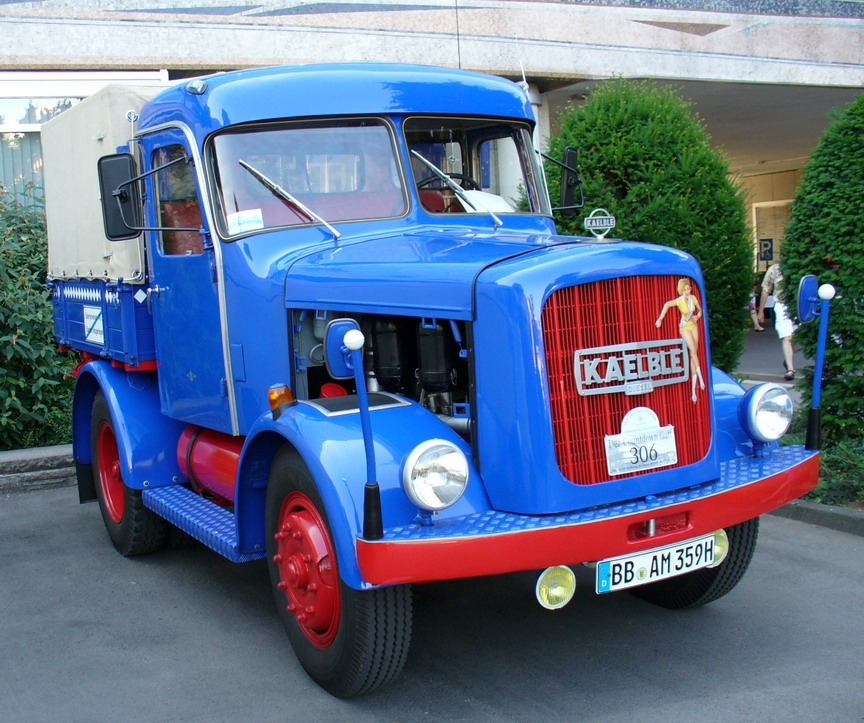
1953年にバックナングで製造されたケルブレ社のトラクター

工業化の過程でまずテキスタイル分野の企業が重要となった。たとえば、皮なめし、織布、紡績、編み物などの工場である。最初に織布業が繁栄し、皮革業がこれに続いた。今では大きな工場はすべて閉鎖または取り壊されているにもかかわらず、現在も「皮なめしの街　バックナング」と話題に上る。
人工芝メーカーのアドルフ紡績は世紀の変わり目頃に多くの人をバックナングに引き寄せ、街の成長に寄与した。
その後は、機械製造会社や1895年からは建設機械・モーター・実用車輌製造業者のケルブレがこれに加わった。この会社は特にトレーラーのトラクター・ユニット製造で知られている。
さらに電子工学・通信工学の企業も進出してきた。この分野の企業は、当時の AEG を嚆矢とし、現在に至るまで都市景観を形成している: エリクソン、テレント、テサット＝スペースコムがそれである。しかしエリクソンの管理部門は、バックナングの事業所の一部を分離し、最終的には縮小または完全に閉鎖することを発表した。
バックナングには、自動車部品で知られる FK アウトモーティヴ GmbH の本社がある。この他に、ヨーロッパにおけるカツラのトップメーカーであるケルリング・インターナショナル・ハールファブリークがバックナングに拠点を置いている。

### 交通

#### 道路
バックナングの市域内をB14号線（シュトゥットガルト - ニュルンベルク）が通っている。この道路はバイパス道路として拡充されており、中核市区の西側を通っている。シュトゥットガルター通りとの交差点付近や、レルヒェネッカー工業地域の高台の約700メートル区間は4車線に拡幅されており、緩行車両を問題なく追い越すことができ、信号をまたがるような渋滞も生じない。
最寄りのアウトバーンは、連邦アウトバーン A81号線のシュトゥットガルト - ハイルブロン線のムンデルスハイムにある。運転しやすく、ほぼ真っ直ぐな州道 L1115線を経由してアクセスできる。

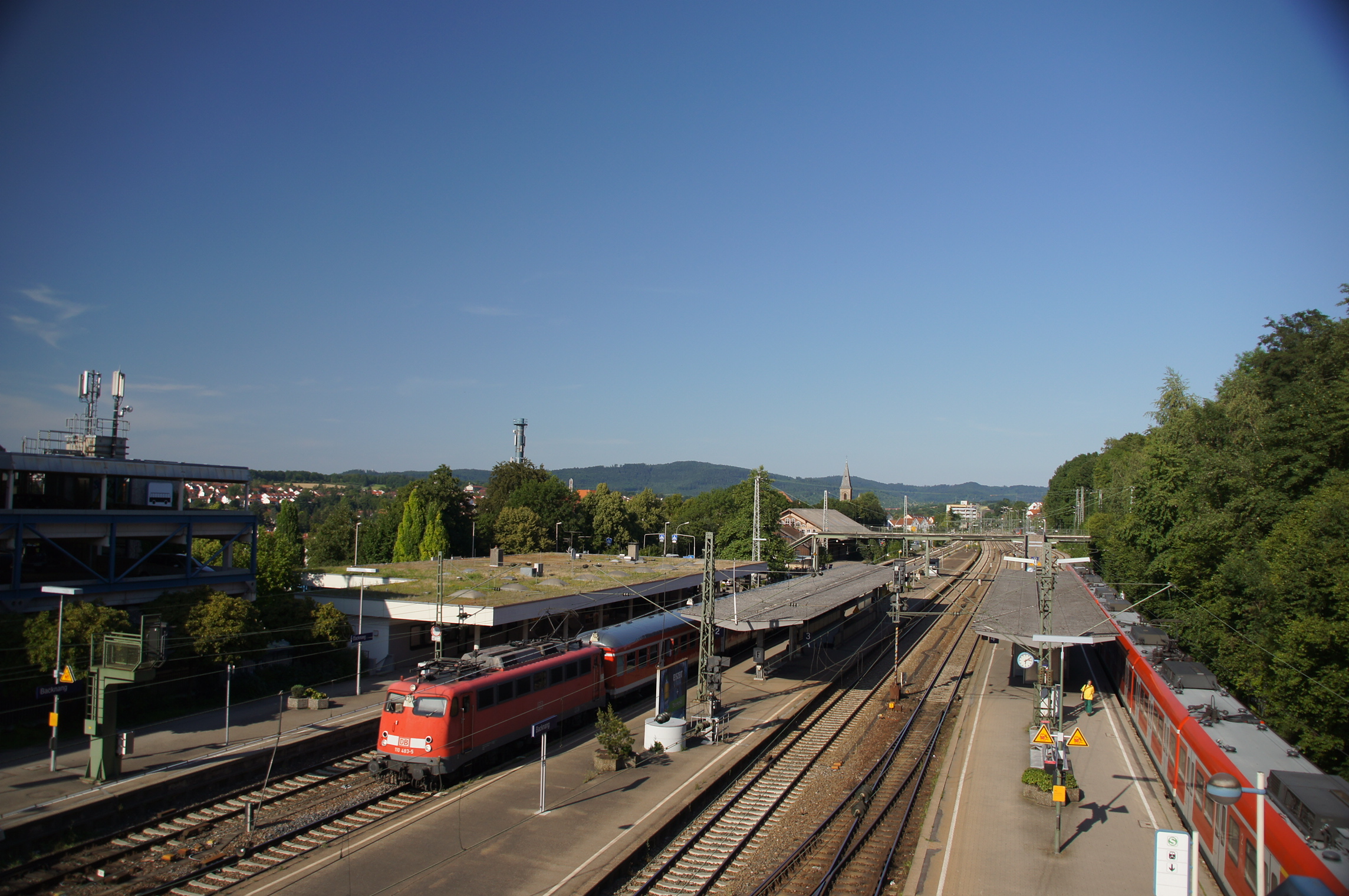
バックナング駅

#### 鉄道、バス路線
ルートヴィヒスブルクからの路線がバックナングでヴァイブリンゲン - シュヴェービッシュ・ハル - ヘッセンタール線に合流する。バックナング駅はシュトゥットガルトSバーンのS3号線（バックナング - シュトゥットガルト - 空港）の始点であり、2012年12月からはS4号線（バックナング - マールバッハ - シュトゥットガルト＝シュヴァープシュトラーセ）の始点にもなった。
バックナング市内には、もう1つS3号線の停車駅、マウバッハがある。
都市交通は、ルオフ乗り合いバス交通 (OVR) によって運営されている。この会社はシュトゥットガルト地域バスとともに、BK-バスを形成している。
すべての路線にシュトゥットガルト交通・運賃連盟内の統一料金が適用される。

#### 自転車道
バックナングは、バーデン＝ヴュルテンベルク州の自転車道網の交差点にあたる。市内には、アスパハ、ズルツバッハ、ルーダースベルク、ヴァイブリンゲンを経由してバイルシュタインへ行くルートや、マウバッハを経由してシュタインハイムへ向かうルートに標識が設けられている。

#### 航空
ハイニンゲン市区にバックナング＝ハイニンゲン飛行場がある。

### メディア
バックナングでは、日刊紙として「バックナンガー・クライスツァイトゥング」が、毎週木曜日に週刊の「バックナンガー・ヴォーヒェンブラット」が刊行されている。

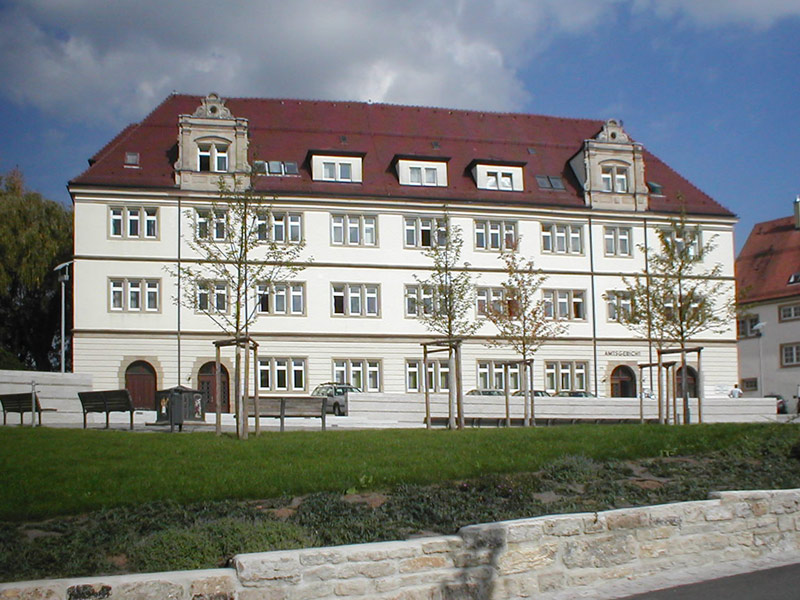
バックナング区裁判所

### 司法、役所、各種機関
バックナングには、シュトゥットガルト上級地方裁判所シュトゥットガルト地方裁判所管区に属す区裁判所があり、さらに税務署、職業安定所、TÜVの試験所、レムス＝ムル郡の農業局およびレムス＝ムル郡郡長役場の分所がある。
本市はヴュルテンベルク福音主義州教会のバックナング教会管区およびカトリックのロッテンブルク＝シュトゥットガルト司教区レムス＝ムル首席司祭区連合に属すバックナング首席司祭区の本部所在地である。
2つある技術救援活動組織のレムス＝ムル地域連合のうちの1つがバックナングにある。

### 教育
バックナングには、ギムナジウム2校（マックル＝ボルン＝ギムナジウムとギムナジウム・イン・デア・タウス）、実科学校2校（マックス＝アイト実科学校とシックハルト実科学校）、ヴェルクレアルシューレを併設した基礎課程・本課程学校3校（タウスの基礎課程・本課程学校。メーリケシューレ、タールシューレ・ハイニンゲン＝ヴァルトレムス）、養護学校1校（ペスタロッツィシューレ）、ヴァルドルフ学園、基礎課程学校4校（プライジア基礎課程学校、シラーシューレ、マウバッハ基礎課程学校、ザクセンヴァイラー基礎課程学校）がある。
レムス＝ムル郡は、職業学校を3校運営している: 工学ギムナジウムを含む産業学校、エドゥアルト＝ブロイニンガー＝シューレ（経済ギムナジウムを含む商業学校）、アナ＝ハーグ＝シューレ（家政学および農業学校）である。
2校の私立学校（自由ヴァルドルフ学園バックナング e.V. とバックナングおよびヴィルトベルク老人ホーム財団の福音主義シュタイクアッカー老人介護専門学校）がバックナングの教育施設を補完している。
成人教育に関しては、バックナングはバックナング市民大学の本部所在地である。この市民大学は10カ所の分教場を有しており、周辺地域の人々も学んでいる。

## 文化と見所

### 演劇
バックナングのビュルガーハウスでは、オペラや演劇の上演、舞踏会や会議が行われている。バントハウス・テアター・バックナングは、2013年夏にヤスミン・マインドルとユリアーネ・プッツマンの指導下で結成された。この劇団はこれ以後同時代の演劇を取り上げ実演している。成功したプロダクションとしては、ウィリアム・シェイクスピアの「十二夜」のビュルガーテアター版と、グラーフェネック死刑場での1940年のバックナング市民殺害を扱った「Kannst Du schweigen? Ich auch」である。

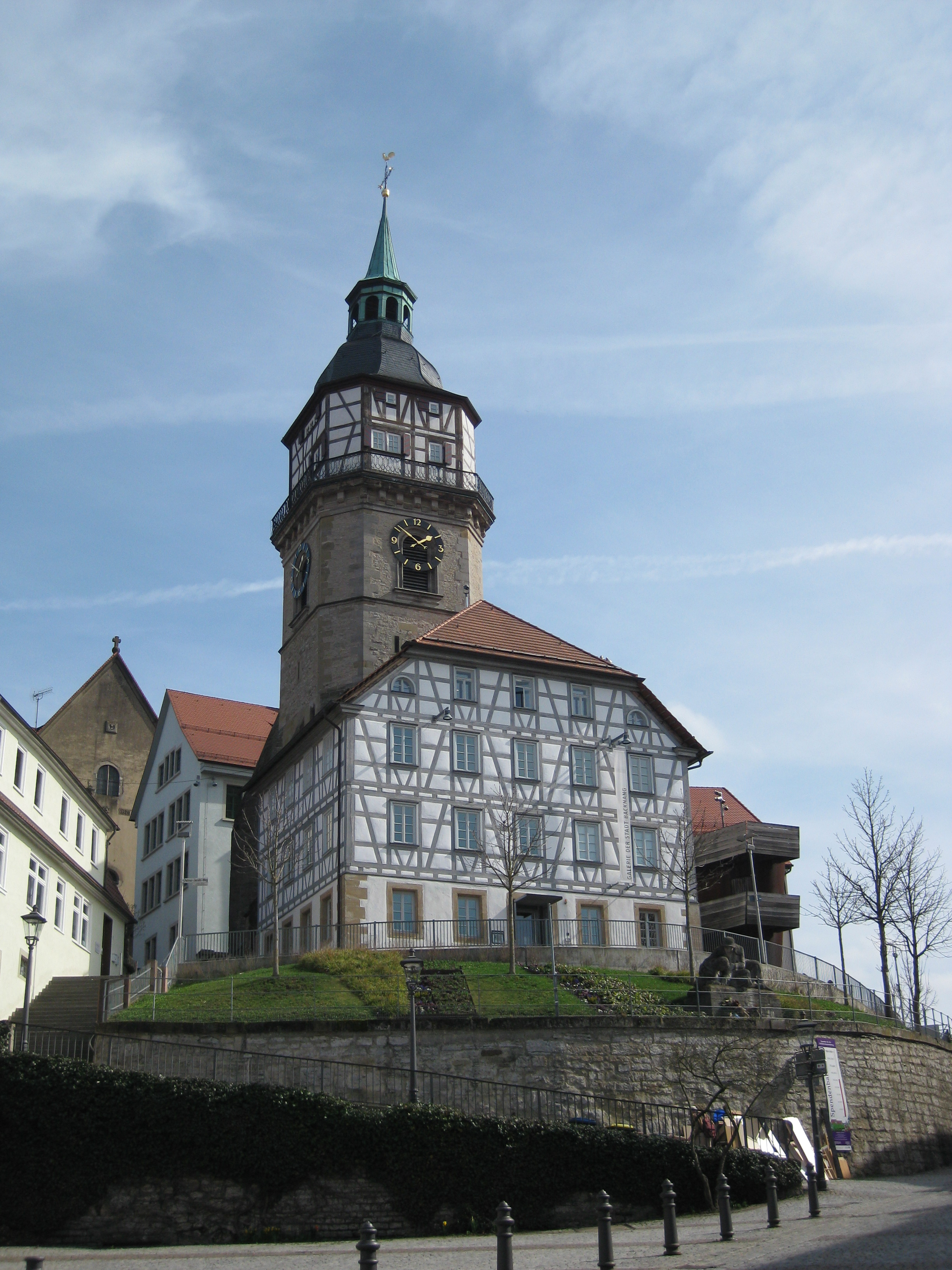
バックナング市ギャラリーが入居しているトゥルムシュールハウス

### 博物館、美術館
ブルク広場のかつての鍛冶屋に入っている鍛冶屋博物館は工芸博物館で、鍛冶屋の仕事や生活を紹介している。バックナングのシュタットトゥルム内では市の歴史が展示されている。かつての納屋に入居しているムゼウム＝ショイエルレは、農機具や農業機械および古い靴作りの工房や機織りを展示している。放送博物館「マンフレート・フォン・アルデネ」は企業家一族ブルゲル家のラジオの歴史に関する個人コレクションである。ハンガリー系ドイツ人博物館は放逐されたハンガリー系ドイツ人の文化、歴史、生活を紹介している。グラフィーク＝カビネットはルーカス・クラナハ（父）やアルブレヒト・デューラーの重要な版画を所蔵している。トゥルムシュールハウスのバックナング市ギャラリーでは入れ替え展示されている現代美術作品が見られる。たとえば、ネオ・ラウフ、イリヤ・カバコフ、ティム・アイテル、エーバーハルト・ボスレット、マルクス・エーレンなどである。バックナング技術フォーラムは、1938年から1939年に建設されたケルベル社の工場に入居している博物館である。この博物館は、報道技術、皮なめし、紡績、およびケルブレ社をテーマに、バックナング市の工業史を描出している。

### 音楽
40年以上前から存在している自主的青年センターは、ギターポップおよびパンク・ロックのコンサートを定期的に開催している。1984年に結成されたメタル・バンド「トーテンモント」はバックナング出身である。

### 建築

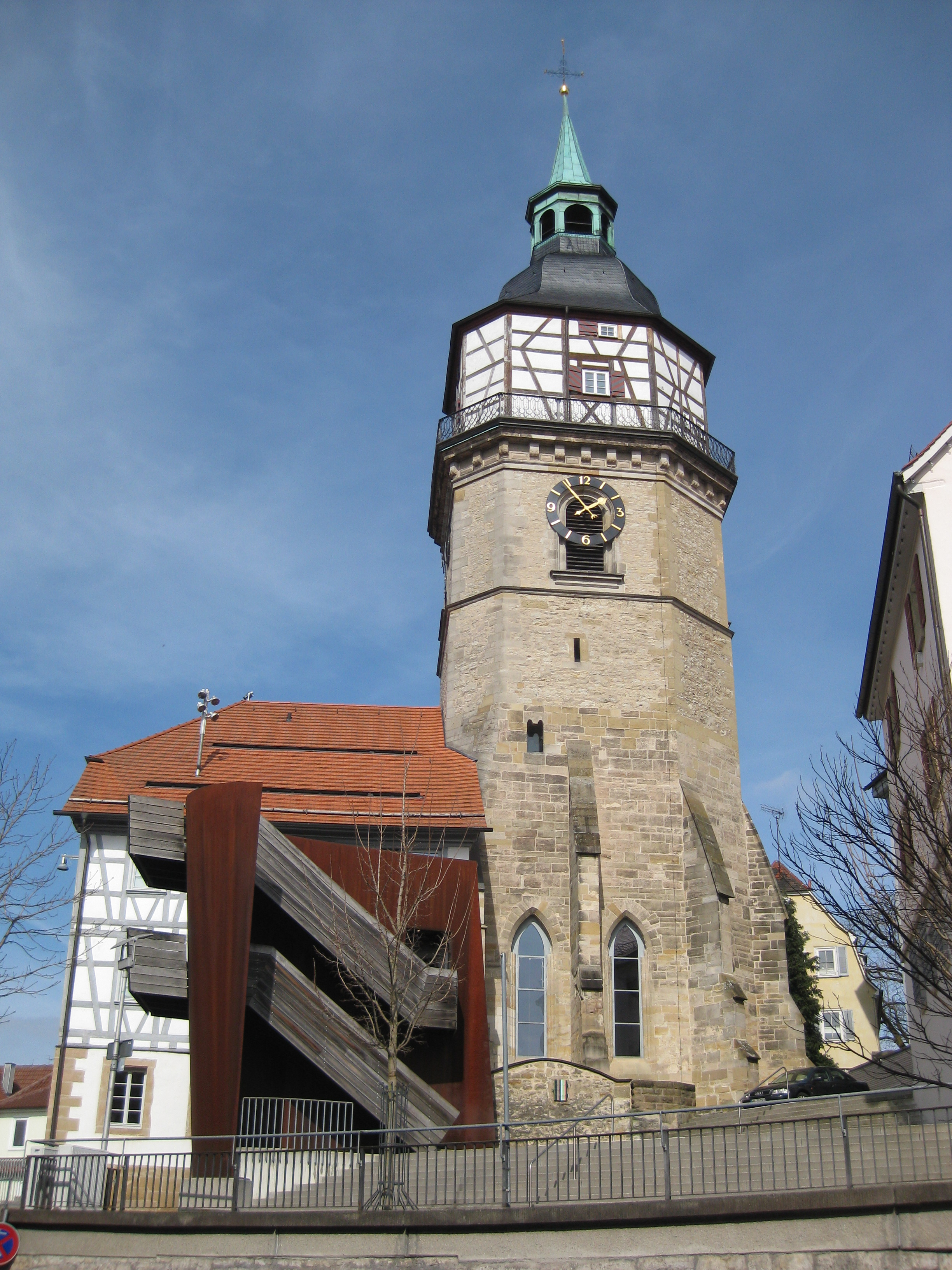
シュタットトゥルム

福音主義の聖パンクラティウス教区教会は、隣接するシュタットトゥルム（市の塔）とともにこの街の象徴的建造物となっている。この教会には、1116年に創設されたアウグスチノ聖堂参事会修道院の遺構である12世紀のロマネスク教会の内陣側塔と後期ゴシック様式の内陣が遺されている。この教会は12世紀初めから1240年頃までのバーデン辺境伯の廟所であった。長堂は1693年の火災の後、1697年に簡素な形で再建された。教会の前に歴史的な1739年製の教会の鐘が設置されている。修道院教会は、宗教改革以後、福音主義教会組織の主要教会となり、その西側に接して墓地が設けられた。
シュタットトゥルムは、旧聖ミヒャエル教区教会の遺構である。高さ 45 m のこのコールトゥルムは13世紀に建設され、1693年の火災後に3階建ての木組み建築階とボンネット屋根が設けられた。その近くのマクルトグラーフェンホーフに、1816/1817年に建設された木組み建築トゥルムシュールハウスがある。この2つの建物は現在、バックナング市のギャラリーとして用いられている。
修道院教会の東に接するシュティフツホーフは1600年頃に建設されたヴュルテンベルク家の未亡人の屋敷であった。シュティフツホーフの主館はかつて公の城館であった建物で、1693年の火災後は果実庫として、現在は区裁判所として利用されている。この他にシュティフツホーフにはシュティフツケラー（旧修道院酒庫）がある。この建物もやはり1693年の火災に巻き込まれ、再建された建物で、1806年以後は財務・税務署として利用され、現在は一部が市の行政当局のオフィスとなっている。かつての厨房は、後にアムトの牢獄となり、現在はやはり市の行政スペースとなっている。シュティフツホーフには、1713年製の装飾豊かな泉がある。

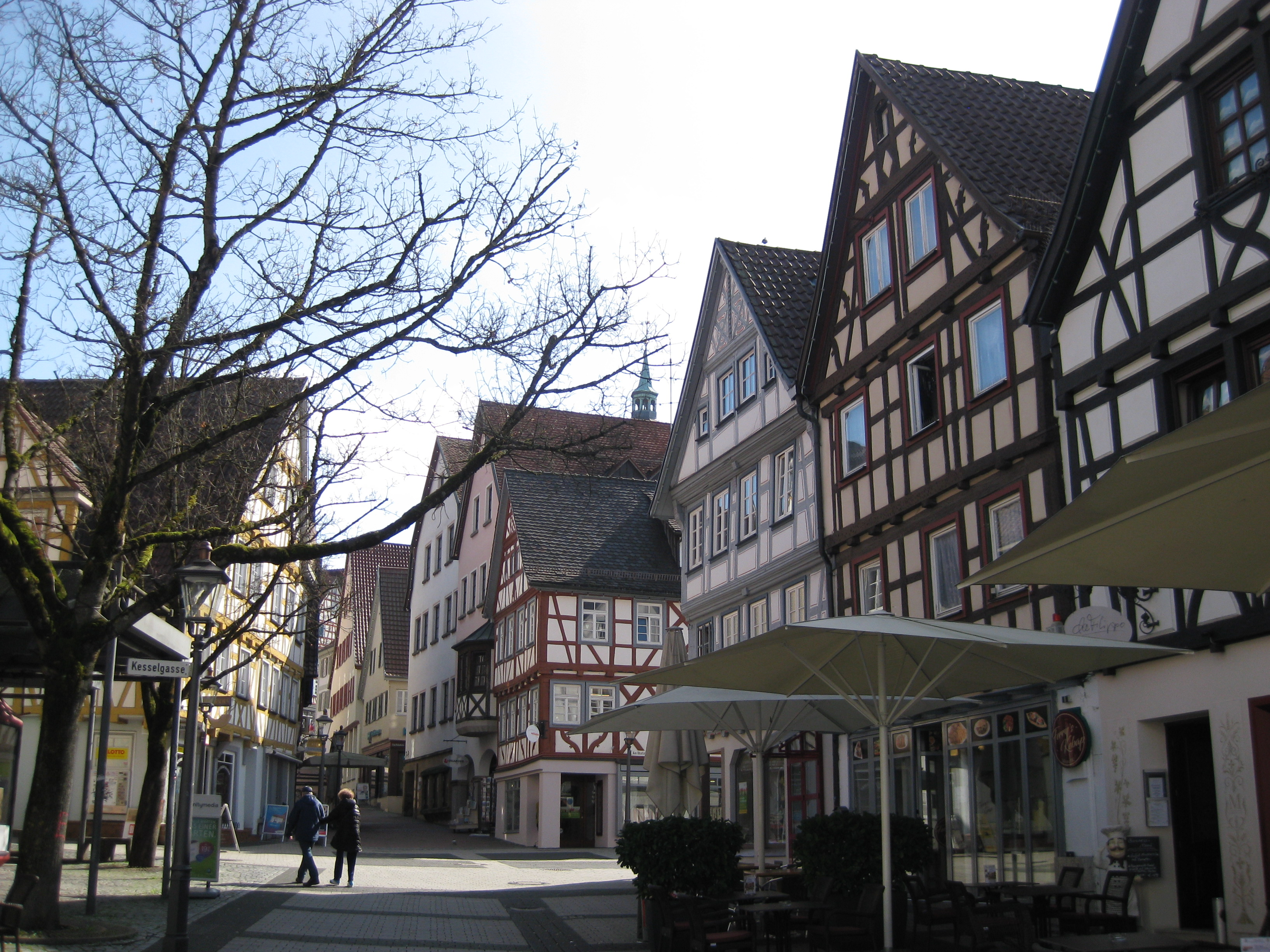
木組み建築が立ち並ぶバックナング旧市街シラー通り

市庁舎は1716年建造の木組み建築であるが、古い土台は1599年に設置されたものである。シュタットトゥルムに向いた破風には特徴的な小さな鐘楼が取り付けられている。マルクト広場には、かつて3つあった古い市庁舎の泉のうちの1つが遺っている。やはり木組みのバックナングのシュタットハウスはかつてヴュルテンベルクの代官所であった。旧シュタットシュールハウスもこの街の卓越した木組み建築の1つに数えられる。内市街にはこの他にも木組み建築が多く見られる。バックナングは、ドイツ木組みの家街道のステーションである。
トーテン教会は1452年に墓地教会として建設された。かつての墓地は現在では見られない。街の拡大に伴い、かつては市壁の外にあったこの教会が内市街地区に含まれるようになった。
ローマ＝カトリックの聖ヨハネス市教会は1893年から1894年にネオゴシック様式で建設され、1946年に内部が改築された。
バックナングには歴史的な校舎が2棟ある。1891年のツェントラルシュールハウス（1914年増築）と1906年から1909年に建設されたレーラーゼミナール（教員セミナー）である。
様々な場所に、13世紀に建設された市壁の遺構が遺されている。
カトリックのクリストケーニヒ教会と福音主義マテウス教会は1960年代に新たに建設された。
- 聖パンクラティウス教会の内部
- シュティフツケラー
- シュタットシュールハウス
- トーテン教会
- ツェントラルシュールハウス
- 市壁の遺構
- マテウス教会

### 公園
旧室内プールの跡地に、2016年から2017年に Annonay-ガルテンが造営された。ここは休息や遊びの場の公園となっている。

### スポーツ
TDG バックナングは、会員数約 4,350人の、地元最大のスポーツクラブである。

### レジャー、レクリエーション施設
2012年12月10日にオープンしたムルベーダー・バックナング・ヴォネマーは、市の東部のムル川沿いにある。「ヴォネマー」には大きな遊泳水槽、ウォータースライダー、幼児コーナー（「ヴォニ＝ラント」）がある。さらに温泉や大きなサウナ施設（レンガのサウナ室や土のサウナ）、蒸し風呂やクナイプ式浴場もある。すぐ隣にはバックナング・ミネラル屋外プールがあり、歩行者専用の橋でつながっている。

### 年中行事

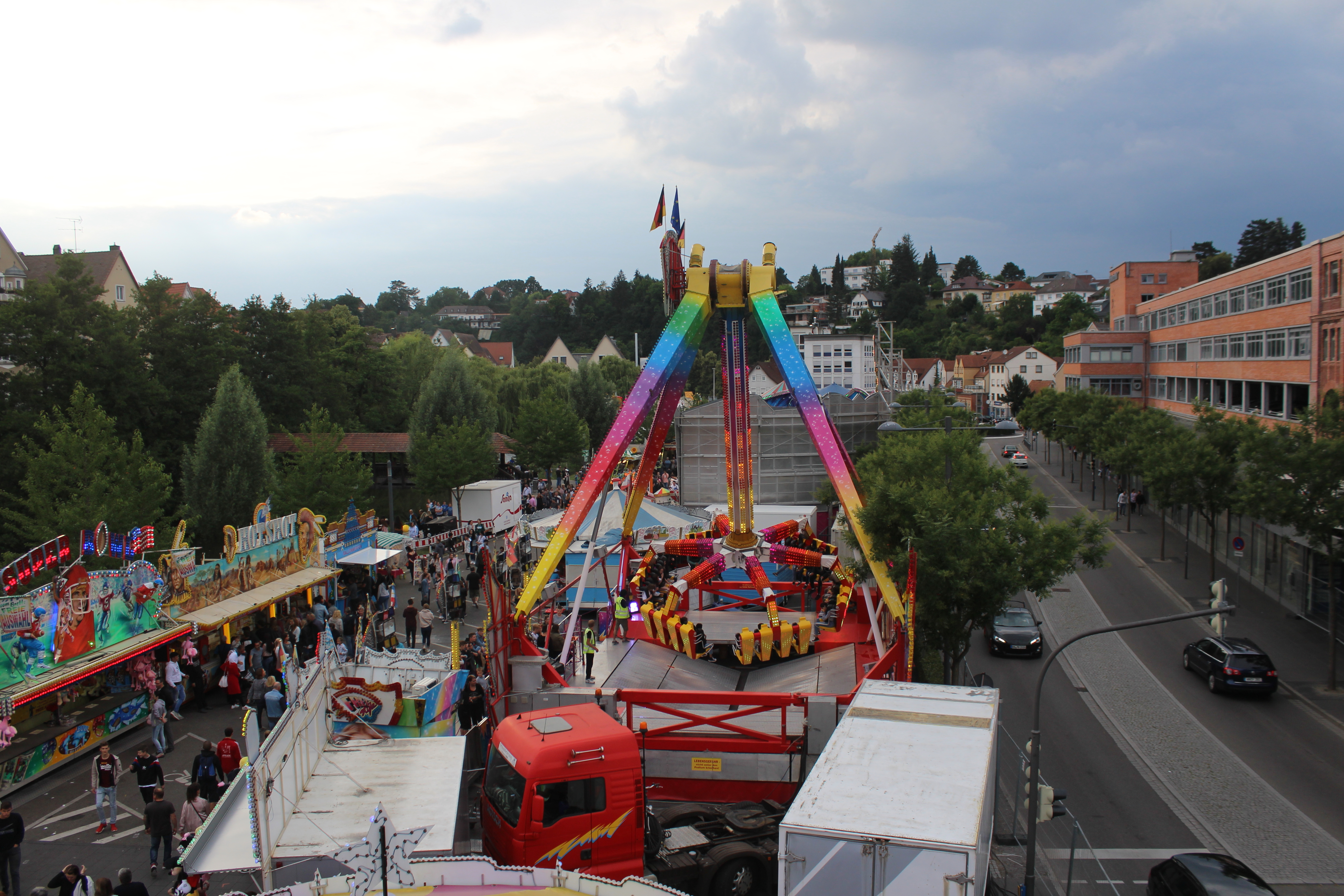
シュトラーセンフェスト（2018年）

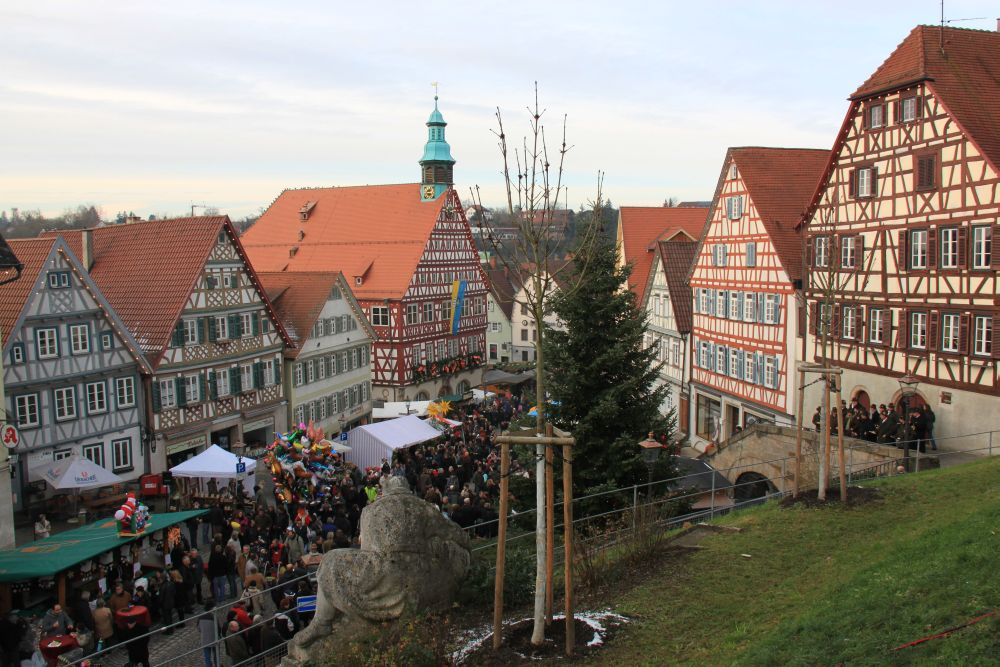
バックナングのクリスマスマーケット

- バックナンガー・ジルヴェスターラウフ - 1985年から12月31日に開催されるレース[17]
- 春祭り「バックナンガー・トゥルペンフリューリング」（直訳:「バックナングのチューリップの春」） - 1999年から4月の第1週末に行われるシュタットマーケティング＝フェラインの活動で、日曜日に商店が営業している[18]。
- シティー・トライアスロン・バックナング - 2012年から4月末または5月初めに開催される。かつてはバックナンガー・シティー・デュアスロンであった[19]。
- バックナンガー・シュトラーセンフェスト（街道祭） - バーデン＝ヴュルテンベルク州で最も古く、最も大規模な街道祭、1971年から6月の（翌月にかからない）最終週末の金曜日から月曜日に開催される[20]。
- 次世代祭「タレンテ・アンス・ミクロフォーン」（直訳:「マイクの前の才能」）1971年からシュトラーセンフェストの枠組みで行われる[21]。
- バックナング青年センターのユーツェ・ムル＝レガッタ - シュタットフェストの2週間後。1985年から開催されている[22]。
- 国際文化市 - 1984年から7月末[23]
- バックナンガー・ヴァインドルフ（「バックナングのワイン村」） - 2003年から8月末[24]
- バックナンガー・ゲンゼマルクト（「バックナングのガチョウ市」）- 文化イベントや様々なステージ公演があり、日曜日に商店が開く。1986年から10月の最終日曜日に開催される[25]。
- バックナングのクリスマスマーケット - 1981年から、第1アドヴェントの週末[26]

## 人物

### 出身者
- フォルカー・ハウフ（1940年 - ）政治家。連邦教育研究大臣（1978年 - 1980年）、連邦交通大臣（1980年 - 1982年）、フランクフルト・アム・マイン上級市長（1989年 - 1991年）を歴任した。
- ラルフ・ラングニック（1958年 - ）サッカー選手、指導者
- アンドレアス・ヒンケル（1982年 - ）サッカー選手、指導者
- ユリアン・シーバー（1989年 - ）サッカー選手

### ゆかりの人物
- ミヒャエル・メストリン（1550年 - 1631年）天文学者、ヨハネス・ケプラーの師として知られる。1576年からバックナングの司祭を務めた。
- ハインリヒ・シックハルト（ドイツ語版、英語版）（1558年 - 1635年）建築家、聖ミヒャエルス教会の塔と、現在区裁判所が入居している未完成の城館を設計した。
- フリーダー・ベルニウス（ドイツ語版、英語版）（1947年 - ）指揮者
- トルビヨン・ブロムダール（ドイツ語版、英語版）（1962年 - ）スウェーデンのビリヤード選手。バックナング在住。
- イェンス・ヴァイトマン（ドイツ語版、英語版）（1968年 - ）ドイツ連邦銀行総裁。バックナングでアビトゥーアを修得した。

## 訳注
1. ↑  オーバーアムト (ドイツ語: Oberamt) は、地方行政機関
2. ↑  ヴェルクレアルシューレ (ドイツ語: Werkrealschule) は、ドイツ内でもバーデン＝ヴュルテンベルク州特有の学校形態で、本課程学校の第9または第10学年修了の生徒から選抜で第10学年以降の中等教育クラスに進学できる制度およびその課程
3. ↑  ドイツ語: Chorturm 内陣と教会塔とが一体化した教会建築